# Музей на викингските кораби, Осло
Музеят на викингските кораби в Осло (на норвежки: Vikingskipshuset på Bygdøy) се намира на полуостров Бигдьо, Осло, Норвегия.
Част е от Културноисторическия музей, който се намира в центъра на града. Съхранява 3 кораба от епохата на викингите, открити в Осеберг, Гокстад и Туне, както и артефактите от погребалната могила Боре.

## Музейни експонати
Сред музейните експонати, основните забележителности са трите викингски кораба, за два от които е доказано, а за третия се предполага, че са използвани за ритуални погребения. От тях най-голям интерес представлява Корабът от Осеберг, който заема предната и най-просторна част от музея.
Кораб от Осеберг
През лятото на 1903 година фермерът Кнут Ром от фермата Лиле Осеберг, Слаген, Вестфолд, сигнализира археолога професор Габриел Густафсон, завеждащ в Университета в Осло университетската колекция на национални антики, за открита в землището му погребална могила и нещо, за което смятал, че представлява кораб. Професорът действително открива няколко части от кораб, декорирани с орнаменти, характерни за викингските времена, но поради наближаващата есен цялостните дейности по разкопаването на местността остават за 1904 година, когато продължават повече от три месеца. Цялостното възстановяване на корабната конструкция и откритите артефакти продължават през следващите 21 години, като Густафсон отдава специално значение на реставрирането на кораба с оригиналната му дървесина и успява да запази над 90% от нея.
В кораба от Осеберг е открито викингско корабно погребение на две заможни жени, за които е установено, че са починали и погребани през 834 година. Погребението е направено в камера, издълбана вдясно зад корабната мачта, където са открити дрехи, обувки, гребени, корабни, кухненски и фермерски принадлежности, работна и 3 ритуални богато украсени шейни, карета, 5 дърворезбовани животински глави, 5 легла и 2 палатки. Заедно с това са открити останки от 15 коня, 6 кучета и 2 телета. По тези погребални дарове и по богатите дърворезби и тъканите платове, с които са украсени стените на погребалната камера, се съди за високото обществено положение на погребаните жени – една от които при смъртта си е била на около 70–80 години, вероятно починала от рак, а другата – малко над 50, неизвестна причина за смъртта.
Корабът от Осеберг разполага с 15 процепа за весла от всяка страна, т.е. е пригоден за до 30 гребци. Греблата са от чам и по тях няма следи от използване; по някои от тях са запазени следи от рисувана украса; възможно е да са били приготвени специално заради погребението. Корабът с размери 21,58 метра дължина и 5,10 метра ширина е бил построен от дъбово дърво в западната част на Норвегия около 820 година; мачтата също от чам с височина около 9 метра, и предполагаема оригинална височина между 10 и 13 метра.
Животински глави
При разкопките за кораба от Осеберг са открити пет дърворезби под формата на глави на животни, забити върху дебели дръжки с дължина около половин метър. Четири от тях са изложени като музейни експонати, а петата е била унищожена и останките от нея се пазят в хранилището на музея. Не е напълно известно за какво са били използвани, но през муцуната на една от животинските глави е открито да минава въже подобно на повод. Възможно е да са носени по време на някакъв ритуал, или да са били монтирани за стена или дори трон.

## Музейна сграда
Докато трае реконструкцията на корабите от Осеберг и Гокстад, те се съхраняват във временни постройки към Университета в Осло. Проведен архитектурен конкурс за строежа на музейната сграда е спечелен от Арнщайн Арнеберг. През 1926 година корабът от Осеберг е преместен в новата си сграда, а през 1932 година са завършени и залите за корабите от Гокстад и Туне. Строежът на последната зала се забавя, частично заради избухването на Втората световна война, и приключва едва през 1957 година – там се съхраняват останалите археологически артефакти, основно тези от кораба Осеберг. Сградата с форма на кръст се намира на полуостров Бигдьо и в близост се намират и музеите „Фрам“ и „Кон-Тики“.